# 大博弈
大博弈（英語：The Great Game），或译作大竞争、大競力，亦稱影子競賽（俄語：Турниры теней），是19世纪中叶到20世纪初的政治術語，特指大英帝國與俄羅斯帝國爭奪中亞控制之戰略衝突。“大博弈”一語之提出者，一般認為是英國探險家暨政治家亚瑟·康诺利，後因英国小说家鲁德亚德·吉卜林之小说而流传开来。
傳統上之大博弈時期約為1813年至1907年《英俄條约》时止。1917年布爾什維克革命後，大博弈展開了較为緩和之第二階段。

## 19世紀的大博弈

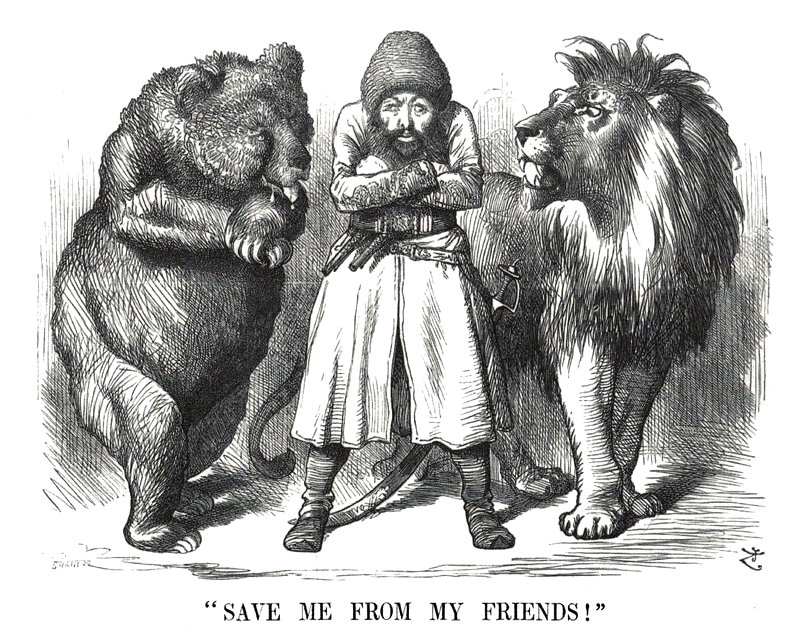
1878年的政治漫画，阿富汗统治者在熊（代表俄国）和狮子（代表英国）之间左右为难

十九世紀初，英属印度與俄罗斯帝国之外圍相隔有两千里，其中各地多未被測繪。布哈拉、希瓦、梅尔夫、塔什干等中亚城市幾無外人知。值沙俄帝國擴張，威脅與大英帝國在印度次大陸佔地日益增長之勢力，兩帝國在中亞各地開始一局微妙之勘探、間諜與帝國外交博弈。英俄正面衝突之威脅常在，但未發生。博弈之中心為阿富汗。

### 阿富汗
英国认为，當沙俄擴張，各中亚汗國一一臣服，阿富汗將成其入侵「帝國皇冠之寶石」——印度的跳板。因此，1838年，英国發動第一次英阿戰爭，以圖扶植舒贾·沙阿傀儡政權。此政權靠英軍大力支撑。到1842年，阿富汗群眾已開始在喀布爾街頭攻擊英國人。英国駐軍以對方保證安全通行為條件，同意撤出喀布爾。約4500名英軍與12,000名隨員之隊伍，其中包括很多婦女與兒童，在撤退時遭受一連串襲擊，只有數十人生還抵達印度。
自此大英稍緩其於阿富汗之大計。1857年印度民族起義後，英国歷届政府以阿富汗為缓冲国。然而俄羅斯繼續南進阿富汗。1865年，塔什干被正式吞并；三年後，撒馬爾罕成為沙俄帝國之一部份；布哈拉埃米尔国亦於同年以一紙和約而成為沙俄附庸。俄羅斯之勢力遠至阿姆河北岸。
1878年，俄羅斯未经邀请便向喀布尔派出外交使节团，阿富汗局势再度紧张。英国要求阿富汗统治者谢尔·阿里（Sher Ali）也接受一个英国代表团的造访。该代表团后被遣返，英国派出了一支4万人的军队前去报复，引发了第二次英阿战争。这次战争中，英国和上一次一样损失惨重，1881年，英军再度撤出喀布尔。不过，阿富汗统治者阿布杜尔·拉赫曼汗同意英国掌管阿富汗的外交，交换条件是英国人帮助他保住王位。
1885年，英国和俄羅斯在阿姆河的绿洲发生军事对峙，几乎酿成战争。英国最后决定接受俄羅斯的建议，接受双方的现有控制界线为俄羅斯与阿富汗之间的边界。英俄在阿富汗的冲突暂时告终。

### 西藏及新疆

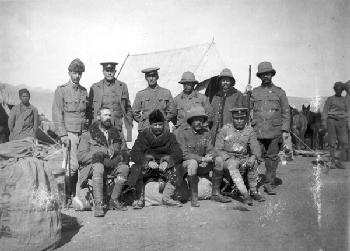
榮赫鵬於1904年遠征西藏，在拉薩與英國士兵的合照

除了阿富汗之外，英俄在大清帝國的新疆和西藏也展开了争夺。19世紀中葉，英國征服克什米爾，在中國西部影響力增加，同時也向俄國在新疆的邊界接近。
1871年，俄國占領伊犁蘇丹國（今伊犁哈薩克自治州）。根據1881年的條約，俄羅斯將伊犁地區劃歸清國。19世紀末，俄羅斯商品在新疆的營業額高達80%。
1865年，浩罕汗国军官阿古柏在新疆南部建立了哲德沙尔汗国政权，此举得到俄羅斯驻土耳其斯坦总督考夫曼的支持，俄国向阿古柏提供武器、棉布等重要物资，并派军官协助训练阿古柏军队。面对俄国的举动，英国让其盟友奧斯曼帝國同阿古柏建立直接联系，向他提供1万支步枪和许多大炮。两国都取得了通商和关税特权，直至哲德沙尔汗国在1878年被清政府派左宗棠領湘軍部隊消灭为止。
英国和俄羅斯对西藏的争夺开始自1870年代。英国在1890年获得哲孟雄为保护国，并获得茶叶贸易的免税权。俄羅斯则借此在西藏僧俗贵族中展开拉拢活动，煽动反英情绪。

### 波斯

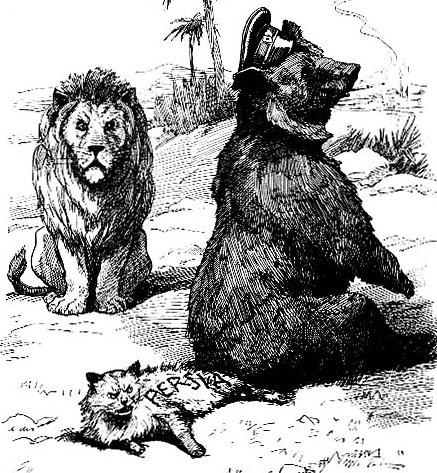
1911年的一幅漫画，描写英国和俄羅斯在波斯的竞争。英国狮子说：“如果不是我们彼此十分了解的话，我将很想知道你（俄国熊）在对我们可怜的小伙伴（波斯猫）做什么

英俄大博弈的另一个主要战场在波斯。从1804年开始，俄国就不断向波斯发起进攻，先后吞并了埃里温、巴库、席尔万、格鲁吉亚、达吉斯坦和明格里、阿塞拜疆等原属于波斯或臣服于波斯的土地。俄国不断向南扩张，试图夺取一个暖水港。如果成功，他们就会对英国通往印度和远东的海上生命线进行挑战。因此，为了阻止俄国进入地中海，英国扶植奥斯曼帝国的政权；为了阻止俄国进入波斯湾和印度洋，英国扶植波斯的历代国王。
为了威胁英属印度的安全，俄国在1856年鼓动波斯进攻阿富汗的赫拉特汗国。阿富汗一向被英国人看成是保卫印度的北方屏障，此举恶化了波斯与英国的关系。就在波军占领赫拉特当天，英国对波斯宣战。12月4日，英国波斯湾分舰队占领哈尔克岛，次年3月在波斯南部的霍拉姆沙赫尔登陆。在法国斡旋下，两国最后达成协议，英国撤出波斯，波斯撤出赫拉特，并放弃对阿富汗各汗国的宗主权和领土要求。

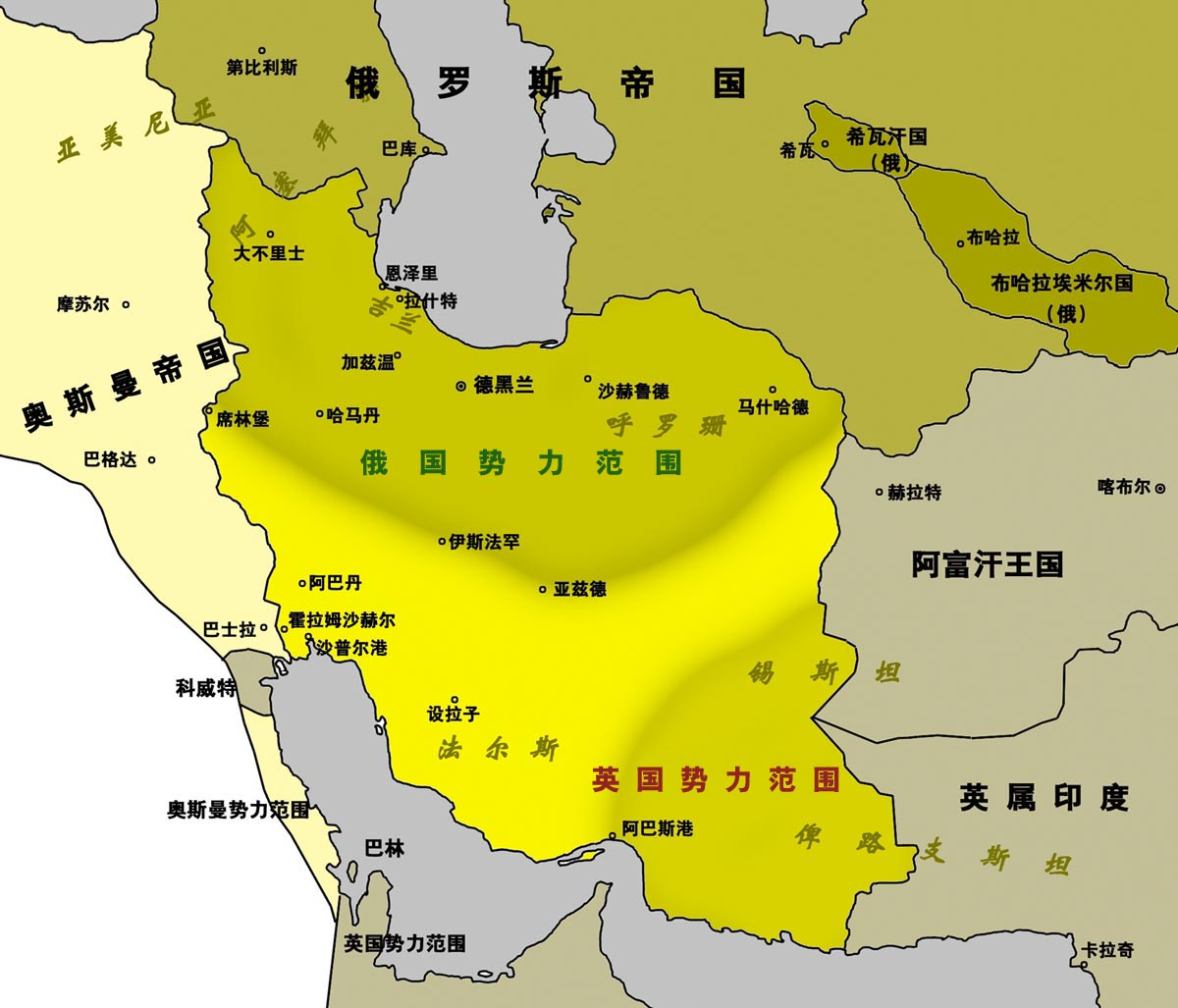
1907年英俄协议之后的波斯

在中亚地区，俄国不断向南推进，传统上一直臣服于波斯的希瓦、布哈拉等汗国纷纷落入俄国手中。1881年，波斯与俄国签署《阿哈尔条约》，波斯永远放弃对土耳其斯坦和阿姆河以东地区的主权。在波斯湾，一向臣服波斯的巴林酋长转而投靠英国。在西部边界，英国和俄国强迫波斯与奥斯曼帝国签署边界条约，波斯被迫永久放弃对苏莱曼尼亚和阿拉伯伊拉克地区的主权要求。
1909年4月，波斯发生立宪革命，俄国借口“保护侨民”出兵大不里士，并拒绝从波斯北部撤军，随后又向波斯发出最后通牒，要求将试图从俄国银行手中收回海关权的美籍财政顾问摩根·舒斯特辞退，并保证今后得不到英俄两国批准，绝不聘请任何外国顾问，同时还要求波斯赔偿俄国的出兵费用。立宪议会拒绝了俄国人的最后通牒，但是首相却宣布接受俄国的要求。当年12月，忠于恺加王朝的地方军队占领德黑兰，保守势力卷土重来，封闭报纸，追杀革命党人，波斯立宪革命以失败告终。
当竞争越来越激烈时，英俄都感到在波斯的竞争将把它们拖入一场战争。为了避免这一后果，同时为了对付共同的敌人德意志帝国，两国在1907年8月31日签订了一项英俄條約。波斯政府被告知，“大不列颠和俄罗斯政府竭诚希望避免它们在波斯某些地区的利益发生冲突……故两国政府已经就此问题签订了一项友好协定”，波斯北部，从靠近土耳其的席林堡起，经伊斯法罕、亚兹德，直至东北角的哈瓦夫，这条线以北79万平方公里的地区被划为俄国的势力范围。波斯东南部，自阿巴斯港至亚兹丹一线以东面积35万平方公里的地区，被视为“对英国的战略利益至关重要”，因此成为英国的势力范围。其余的波斯领土为“中立地带”。传统意义上的英俄大博弈至此告一段落。

## 20世紀的大博弈
1917十月革命廢除了時存英俄間之條約，大博弈第二階段開始。1919年的第三次英阿战争以阿富汗统治者哈比卜拉汗被杀告终，其继承者阿玛努拉·沙阿宣布阿富汗完全独立，并开始袭击英属印度的西北边境省，但斩获甚微。这场政治僵局以1919年的拉瓦尔品第和约告终。阿富汗收回外交主权，成为独立国家。
1921年5月，阿富汗与苏俄签订友好条约，苏俄向阿富汗提供金钱、技术和军事装备。英国在阿富汗的影响呈下降趋势。但是，由于阿富汗执意要获得梅尔夫地区和Panjdeh绿洲的主权，苏阿关系也变得游移不定。苏俄极力要从友好条约中捞取尽可能多的好处，远远超过了阿玛努拉·沙阿所愿意给予的程度。
英国的政策随着苏阿友好条约的签订而做出了一系列微小的调整。英国恐怕阿富汗从其势力范围中滑脱出去。英国意识到阿富汗当局的政策是控制杜兰线两侧的全部普什图语地区。1923年，阿玛努拉开始采用“国王”的称号，并接纳从苏联出逃的穆斯林难民和从印度出逃的民族主义者。
阿玛努拉在国内实施了一系列改革，不过其效果不足以快速扩充军队实力。1928年，他在压力下退位，3天后他的兄弟也退位。穆罕默德·纳迪尔成为阿富汗国王。英国和苏联为了争取在阿富汗的优势影响，再度展开了一系列纵横捭阖的外交活动。1930年到1931年，苏联扶助了乌兹别克人的叛乱，英国则为阿富汗训练了一支4万人的军队以把叛乱镇压下去。
英国和苏联在波斯（伊朗）的第二阶段竞争始自1917年十月革命。波斯在第一次世界大战中宣布中立，但是其中立却受到了土耳其、英国和俄国的侵犯。1914年11月，奥斯曼帝国要求波斯驱逐其领土上的7000俄军，否则它将“代为驱逐”。地位近于殖民地的波斯做不到这点，于是土军开进伊朗，击退了南阿塞拜疆地区的俄军，并占领了大不里士。在伊拉克，土军占领了英波石油公司在巴格达和巴士拉的全部资产，并进而威胁到英波石油公司当时最大的油田——波斯的阿巴丹。为了保护英波石油公司在阿巴丹的油田和炼油企业，1914年12月，英军在波斯南部的胡泽斯坦登陆，随后在阿拉伯河一带击退了土军的进攻。与此相配合，大批俄军于1915年在里海南岸的恩泽里港登陆，随后南下包围了德黑兰。波斯内阁中的亲德分子带着德国和奥匈帝国的公使逃出首都，在什叶派圣城库姆成立了“民族保卫委员会”。1916年夏天，一支由2万名骑兵、步兵和炮兵组成的土军部队占领了哈马丹，并威胁德黑兰西边不到100公里的加兹温城。由俄国将军巴拉托夫指挥的7万名俄军部队向其发动反攻，先后攻占了伊斯法罕、哈马丹和亲德派“临时政府”所在地克尔曼沙赫，土军被迫撤回边境。1917年4月2日，俄英军队在克尔曼沙赫会师。
1917年3月12日，俄国爆发二月革命，留驻在波斯的俄国军队很快陷入瓦解状态。半年多以后，俄国又爆发十月革命，宣布此前沙皇政府在波斯占有的全部特权统统作废。在英国内阁中以寇松侯爵为首的帝国主义者指令下，驻扎在波斯的英军随即解除伊斯法罕、哈马丹等地的俄军武装。至于驻扎在波斯北部阿塞拜疆省的俄军布尔什维克部队，英国人虽然派兵进攻，但是并未能得胜。被丘吉尔称为“伸向波斯”的这个行动把英国的战线拉得过长了。要对付驻扎在波斯的俄国军队，还需要继续提供代价高昂的增援力量。在自由党首相大卫·劳合·乔治首相命令下，英国在波斯的行动半途而废了。在里海组建的英国分舰队被就地遣散，在波斯的英国陆军也开始撤离。不过，1920年5月14日，苏俄红军的伏尔加河-里海区舰队攻占恩泽里港，随即占领了波斯北部的吉兰省，并于6月4日成立了“波斯苏维埃社会主义共和国”，又称“吉兰共和国”。于是英国势力又重新返回波斯，协助波斯政府消灭了这个共和国。
1921年2月21日，得到英国人武装的哥萨克旅副指挥官礼萨汗率领2500名部下进军德黑兰，发动不流血政变，建立了巴列维王朝。礼萨汗国王采取了在英苏之外亲近第三国的外交路线，与德国建立了密切的合作关系。这导致英国和苏联在1941年联合出兵伊朗。
当第二次世界大战爆发的时候，英国和苏联在波斯和阿富汗的争夺再度告一段落。1940年，两国政府共同要求阿富汗驱逐德国专家团和侨民。1941年7月18日，英苏两国联合照会伊朗政府，要求驱逐在伊朗工作的德国人，但是遭到伊朗政府的拖延答复。1941年8月25日凌晨零点，苏军从北方入侵伊朗，凌晨4时，英军从南部入侵了伊朗。礼萨国王退位，将王位传于21岁的穆罕默德·礼萨·巴列维。1942年1月29日，伊朗与英国和苏联签署了三国同盟条约，英苏共同控制伊朗。“大博弈”再度告一段落。

## 类似事件

### 遠東大博弈
自從俄國在克里米亞戰爭企圖爭奪出海口失敗後，俄國除了將擴張方向指向中亞外，另外亦試圖在中國東北取得出海口。中俄北京條約的簽訂，沙俄不費彈藥就令中國割讓黑龍江以北約60萬平方公里的領土，烏蘇里江以東40萬平方公里土地中俄共管（後割讓），成功在遠東取得出海口，更將矛頭直指朝鮮半島，直接影響遠東的勢力平衡，由此引起英國的強烈戒心。此外德國在1871年統一後，為了避免和法俄兩國兩線戰爭，以及紓緩和俄國在巴爾幹半島的尖銳矛盾，亦鼓勵沙俄將擴張的目光放在中亞、遠東。
英國當時號稱日不落帝國，擁有世界上最強大的海軍，但遠東距離英國本土遙遠，英國鞭長莫及，所以有需要在遠東地區扶植代表英國利益的代言人，以抗衡俄國在遠東的擴張，並使沙俄重新將注意力放在歐洲。一旦沙俄重新將注意力放在歐洲，沙俄和德國在巴爾幹半島的矛盾就不可避免。這是因為德國自統一後，不論工業、軍事都呈現強勁的增長勢頭。對英國而言，為了維持歐洲的勢力平衡，沙俄是個有效抑制德國發展勢頭的對象。
當時只有大清帝國和日本有條件抗衡俄國在遠東的擴張，相比起幅員廣大的清國，國小民貧的日本對英國來說容易控制，是更好的扶植對象。
1900年，義和團運動爆發，沙皇俄國一方面參加八國联军入侵中國山海關内，一方面借口“保護”沙皇俄國修筑的中東鐵路出兵10万全面侵佔中國東北。使英國感到強烈不安，對扶植日本更不遺餘力。1902年英日兩國結成同盟，日俄戰爭期間，英國銀行團全數購進日本的戰爭公債，並提供不少軍事物資。近代戰爭對後勤、物資數量的要求很高，日本在這方面一直做得不好，有論者認為沒有英國的刻意扶持，日本不太有機會在日俄戰爭這種「近代化戰爭」中獲勝。

### 大博弈重燃
第二次世界大战结束后，冷战开始。美国取代了战前英国的全球角色，传统上英俄／英苏两国在中亚的大博弈也由美苏对抗取而代之。这段历史通常也被称作“新大博弈”。美苏在印度、巴基斯坦、伊朗、阿富汗，以及苏联解体后美俄在中亚五国的一系列角逐，都可以被视为大博弈的最新表现。

## 大衆文化中之大博弈
- 《Flashman in the Great Game》，George MacDonald Fraser著，（1999）ISBN 0-00-651299-2

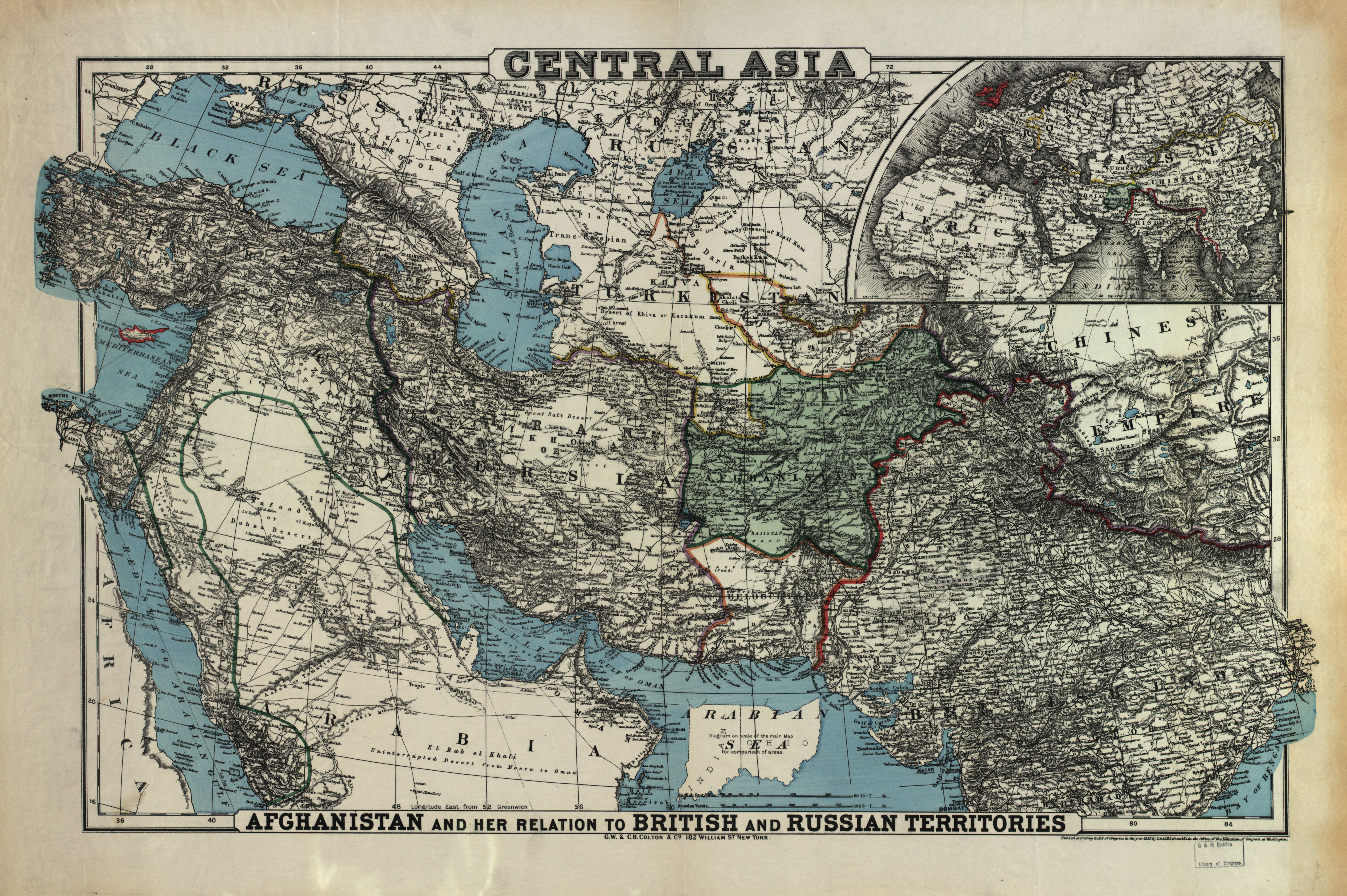
1885年的中亞地圖，顯示阿富汗被包夾在大英帝國與俄羅斯帝國之間。

- 《The Great Game》，Peter Hopkirk著，（1992）ISBN 978-1-56836-022-5
- Stephen Malkmus的歌曲  "Pink India"曾提及大博弈。此曲討論大博弈的政治後遺，至蘇聯阿富汗戰爭。曲中提到大英公務員Mortimer Durand，即Durand線的倡議者。
- Iqbal Malhotra攝製的紀錄片《"The Devil's Wind"》DocsOnline （页面存档备份，存于）.亦曾提及大博弈。此紀錄片重踏Kipling描述的大博弈者的路線，並嘗試以古鑑今。

### 引用
1. ↑  . World Digital Library. 1885  [2013-07-28]. （原始内容存档于2015-09-05）.
2. ↑  http://uighur.narod.ru/History/anglo_sovetskoe.html （页面存档备份，存于） А.Г. Кочубеев. Англо-советское соперничество в Синьцзяне в 1918 —1928 гг.]
3. ↑  漠視后勤：日本舊陸軍的特性——評「日」藤原彰回憶錄《中國戰線從軍記》 （页面存档备份，存于）馬軍　上海社會科學院歷史研究所研究員

### 书籍
- Peter Hopkirk. The Great Game: The Struggle for Empire in Central Asia, Kodansha International, 1992, ISBN 4-7700-1703-0, 565p. The timeline of the Great Game is available online.
- Karl Meyer. Tournament of Shadows: The Great Game and the Race for Empire in Asia, Shareen Brysac, 2001, ISBN 0-349-11366-1
- Robert Johnson, Spying for Empire: The Great Game in Central and South Asia, 1757-1947'，（London: Greenhill, 2006）ISBN 1-85367-670-5

## 參閲
- 伊朗軍事史
- 歐洲在阿富汗之影響
- 中亞地緣策略
- 石油政治
- 全球化
- 英苏入侵伊朗
- 英俄條约
- 新大博弈